# Acadèmia Filharmònica de Bolonya
L'Acadèmia Filharmònica de Bolonya és una institució musical fundada a Bolonya el 1666 per Vincenzo Maria Carrati. Fou considerada el centre de l'erudició musical de l'època. La seu és al palau de la família Carrati (en l'actualitat via Guerrazzi, 13).
L'acadèmia va recollir l'experiència prèvia de les acadèmies de Bolonya (com l'Accademia degli Accesi, després dei Ravvivati i finalment dei Riaccesi, i sobretot de l'Accademia dei Floridi, després dei Filomusi i dei Filaschisi), amb l'objectiu de salvaguardar el prestigi de la música i el professionalisme dels seus membres. Es va escollir Sant Antoni de Pàdua com a sant patró i la imatge d'un orgue que porta el melos unitate va ser elegit com a lema del seu escut d'armes. La idea principal de la institució era reunir músics professionals "per formar una unitat de llarga durada dedicat a fer música bella".
La història de l'Acadèmia en la segona meitat del segle xviii està marcada per l'admissió del gran cantant Carlo Farinelli (1730) i del famós compositor i mestre pare Giovanni Battista Martini (1758), juntament amb els compositors estrangers com el belga André Grétry i el bohemi Josef Mysliveček, el rus-ucraïnès Maksim Berezovski, i també el jove Wolfgang Amadeus Mozart van obtenir els certificats acadèmics.
En els segles XIX i XX, la institució va estar relacionada amb noms com Gioacchino Rossini, Giuseppe Verdi, Arrigo Boito, Richard Wagner, Jules Massenet, Camille Saint-Saëns, Giacomo Puccini, i també amb John Field, Franz Liszt, Johannes Brahms, Anton Rubinstein, Ferruccio Busoni i Ottorino Respighi.
A principis de segle xxi l'Acadèmia va ser encapçalada per Fulvio Angius.